# Le Resto d'après
 (mai 2023).
La mise en forme du texte ne suit pas les recommandations de Wikipédia : il faut le « wikifier ».
Les points d'amélioration suivants sont les cas les plus fréquents :
- Les titres sont pré-formatés par le logiciel. Ils ne sont ni en capitales, ni en gras.
- Le texte ne doit pas être écrit en capitales (les noms de famille non plus), ni en gras, ni en italique, ni en « petit »…
- Le gras n'est utilisé que pour surligner le titre de l'article dans l'introduction, une seule fois.
- L'italique est rarement utilisé : mots en langue étrangère, titres d'œuvres, noms de bateaux, etc.
- Les citations ne sont pas en italique mais en corps de texte normal. Elles sont entourées par des guillemets français : « et ».
- Les listes à puces sont à éviter, des paragraphes rédigés étant largement préférés. Les tableaux sont à réserver à la présentation de données structurées (résultats, etc.).
- Les appels de note de bas de page (petits chiffres en exposant, introduits par l'outil «  Source ») sont à placer entre la fin de phrase et le point final[comme ça].
- Les liens internes (vers d'autres articles de Wikipédia) sont à choisir avec parcimonie. Créez des liens vers des articles approfondissant le sujet. Les termes génériques sans rapport avec le sujet sont à éviter, ainsi que les répétitions de liens vers un même terme.
- Les liens externes sont à placer uniquement dans une section « Liens externes », à la fin de l'article. Ces liens sont à choisir avec parcimonie suivant les règles définies. Si un lien sert de source à l'article, son insertion dans le texte est à faire par les notes de bas de page.
- La présentation des références doit suivre les conventions bibliographiques. Il est recommandé d'utiliser les modèles {{Ouvrage}}, {{Chapitre}}, {{Article}}, {{Lien web}} et/ou {{Bibliographie}}. Le mode d'édition visuel peut mettre en forme automatiquement les références.
- Insérer une infobox (cadre d'informations à droite) n'est pas obligatoire pour parachever la mise en page.

Pour une aide détaillée, merci de consulter Aide:Wikification.
Si vous pensez que ces points ont été résolus, vous pouvez retirer ce bandeau et améliorer la mise en forme d'un autre article.
Le Resto d'après est une émission de télévision documentaire québécoise diffusée depuis le 8 novembre 2022 sur la plateforme Mordu.ca, une entité de Radio-Canada,. Elle est réalisée par Bruno Florin et met en vedette des restaurateurs québécois dont Simon Mathys du Mastard et Normand Laprise du Toqué!. Elle est produite par Picbois Productions.

## Synopsis
La série propose une incursion dans le domaine de la restauration indépendante au Québec à la suite des chamboulements provoqués par la pandémie. Des restaurateurs partagent les changements qui se sont opérés dans leur industrie et dans leurs cuisines.

## Liste des épisodes
1. Vivre ou mourir
2. À emporter pour rester
3. La Quête
4. Le party est fini
5. Hors service
6. Repas de famille

## Festivals
- Festival TV de Luchon (2023)
- Rockie Awards (2023)
- Festival Courts d'un soir (2023)

## Fiche technique
- Diffusion : Mordu.ca
- Idée originale, recherche, scénarisation et réalisation : Bruno Florin
- Production : Karine Dubois
- Production déléguée : Isabelle Panet-Raymond
- Production exécutive : Marie-Pierre Corriveau
- Direction de la photographie : Bruno Florin et Maxime Messier
- Montage : Bruno Florin
- Habillage graphique : Simon Roy - Polygraphe
- Étalonnage : Élie Veilleux
- Mixage sonore : Écoute voir productions
- Coordination de production et de post-production : Mathilde Germain
- Finances et affaires juridiques : Catherine Lord
- Promotion et mise en marché : Cindy Labranche

## Distribution
- Minh Phat Tu, chef - Mui Mui[4] et Anémone[5]
- Simon Mathys, chef - Mastard[6]
- Luca Cianciulli, chef - Moccione[7]
- Camilo Lapointe-Nascimento, chef - Menu Extra[8]
- Francis Blais, chef - Menu Extra
- Kim Côté, chef - Côté Est[9]
- Massimo Piedimonte, chef - Cabaret l'Enfer[10]
- Anita Feng, chef épicière - J'ai Feng[11]
- Antonin Mousseau-Rivard, chef - Le Mousso[12]
- Morgane Muszynski, serveuse, sommelière et gestionnaire - Denise[13]
- Julien Masia, chef - Arvi[14]
- Charles-Antoine Crête, chef - Montréal Plaza[15]